# Kostel svatého Jiří (Užhorod)
Kostel svatého Jiří je římskokatolický kostel v Užhorodě, správním centru Zakarpatské oblasti na Ukrajině.

## Dějiny
Tento římskokatolický chrám byl postaven na místě staršího kostela. Užhorod byl až do počátku 20. století obývaný velkým množstvím římských katolíků maďarské národnosti. I když v období reformace se část Maďarů přiklonila k reformované (kalvínské) církvi, velká část Maďarů zůstala věrna římskokatolické církvi. Římští katolíci v Užhorodě jsou převážně maďarské národnosti. Kostel byl postaven v letech 1762 až 1766 a na jeho stavbu byly využity materiály z hradního kostela. Několikrát byl renovován (1830, 1881, naposledy 2000 až 2001).

## Architektura
Chrám je vybudován ve stylu pozdního baroka. Historicky hodnotný je oltář s obrazem od maďarského malíře Józsefa Lukácse Kvakkera. Kromě množství obrazů a soch se zde nacházejí i cenné monstrance. V letech 2000 až 2001 byl obnoven pomník Panny Marie, který zde stál až do nastolení komunistického režimu.